# 美樂灰蝶屬
美樂灰蝶屬（學名：Melanolycaena）是灰蝶科灰蝶亞科彩灰蝶族中的一個屬。物種分佈於新畿內亞高地。

## 物種
- 高山美樂灰蝶 M. altimontana
- 鞘美樂灰蝶 M. thecloides

## 腳註
1. ↑  Brower, Andrew V. Z. 2008. Melanolycaena Sibatani 1974. Version 29 April 2008 (under construction). http://tolweb.org/Melanolycaena/121896/2008.04.29 （页面存档备份，存于） in The Tree of Life Web Project, http://tolweb.org/ （页面存档备份，存于）

## 外部連結
- 维基共享资源上的相關多媒體資源：美樂灰蝶屬